# Filtration à froid
La filtration à froid (ou polissage) est un procédé qui, avant la mise en bouteille d'une boisson spiritueuse, consiste à précipiter les acides gras à basse température afin de clarifier le breuvage et d'empêcher l'apparition de turbidité. 

## Historique
Le recours à la filtration à froid aurait été expérimenté à partir de 1933 en Ecosse pour l'embouteillage du whisky.

## Description
Avant la mise en bouteille, le breuvage est refroidi à une température proche de 0°C, ce qui a pour conséquence d'entraîner une précipitation des lipides. Ceux-ci sont alors canalisés dans un filtre
d’adsorption, généralement constitué d'une série de plaques filtrantes à travers lesquelles le liquide circule.

## Usage et conséquences
Cette pratique très répandue convient bien pour les blends de consommation courante car elle permet de stabiliser et de standardiser la production. Le procédé permet en effet d'éliminer les composants responsables de l’apparition d’un trouble.
Il est toutefois considéré comme problématique sur le plan gustatif car il a pour inconvénient de débarrasser le breuvage de certains de ses arômes les plus subtils et d'amaigrir sa texture.